# Lueheopsis hoehnei
Lueheopsis hoehnei är en malvaväxtart som beskrevs av Karl Ewald Maximilian Burret. Lueheopsis hoehnei ingår i släktet Lueheopsis och familjen malvaväxter. Inga underarter finns listade i Catalogue of Life.